# Killala
Killala (irsk Cill Ala) er en landsby med 750 indb. (2008) i Irland. Den ligger i den nordøstlige del af County Mayo i provinsen Connacht, omkring 10 kilometer nord for byen Ballina på vestsiden af bugten Killala Bay. Killala er hovedsæde for bispedømmet Killala.
Killala Community Centre er et idrætscenter for håndbold, fodbold, badminton, volley ball, squash og tennis. Centeret har køkkenfaciliteter, mødelokaler, turistkontor og kommunekontor.

## Historie
Killalas historie går tilbage til et tidligere klosterbeboelse fra det 12. århundrede. Fra denne tid er Rundetårnet bevaret.
1798 landede en fransk landgangstrop under General Humbert med 1.000 soldater i havnen Killcumin, nord for Killala. Landingens formål var at støtte opstanden "The Irish Rebellion of 1798" også kald United Irishmen Rebellion. Killala blev ligesom Ballina, besat af franskmændene. Mindetavler om landgangen kan i nutiden ses i Killcumin, Killala og Ballina.

## Seværdigheder
- Det 25 meter høje restaurerede Rundetårn fra det 12. århundrede.
- Den anglikanische Domkirke bygget 1670
- Moyne Abbey – Et tidligere Franziskanerkloster, (ruin)
- Rosserk Friary – Et tidligere Franziskanerkloster, (ruin)
- Ratfran Abbey – Et tidligere Dominikanerkloster, (ruin)